# 佩列維德河
佩列維德河（烏克蘭語：Перевід），是烏克蘭的河流，屬於烏代河的右支流，發源自波格列比以西，流經切爾尼戈夫州、基輔州和波爾塔瓦州，河口處在卡利尼夫米斯特東北面，河道全長68公里，流域面積1,260平方公里。